# DR 19 1001
Die Dampfmotorlokomotive 19 1001 war eine Versuchs-Schnellzugdampflokomotive der Deutschen Reichsbahn (DR).
1941 lieferte Henschel mit der Fabriknummer 25.000 eine durch die kompakte Technik des Dampfmotors möglich gewordene, voll verkleidete Versuchslokomotive mit Einzelachsantrieben auf vier ungekuppelten Treibradsätzen.

## Entstehung
Als in den 1930er Jahren sich einige Bahnverwaltungen um eine Erhöhung der Durchschnittsgeschwindigkeit der Schnellzüge bemühten, stellte man schnell fest, dass den bislang gebauten Dampflokomotiven technische Grenzen gesetzt waren. Erfahrungsgemäß galten für herkömmliche Dampflokomotivtriebwerke, bei denen die Kraftübertragung durch hin und her gehende Kolben und Treibstangen mit erheblicher Masse erfolgt, Drehzahlen bis 400 min−1, als praktikabel. Oberhalb dieser Drehzahlgrenze ergeben sich massive Probleme mit der Belastung der Treib- und Kuppelzapfen, der Schmierung der unter Dampf gehenden und dem Masseausgleich der hin- und hergehenden Teile. Auch einer Vergrößerung des Treibraddurchmessers zur Erhöhung der Fahrgeschwindigkeit bei gleichbleibender Triebwerksdrehzahl sind technische und konstruktive Grenzen gesetzt. Der größte ausgeführte Treibraddurchmesser neuzeitlicher Dampflokomotiven (in Deutschland betraf das die Reihen 05 und 61) war 2300 Millimeter. Bei noch größeren Radsätzen wäre, abgesehen von Stabilitäts- und Masseproblemen, ein entsprechend leistungsfähiger Kessel nicht mehr innerhalb der nutzbaren Fahrzeugumgrenzung unterzubringen. Eine Alternative zum herkömmlichen Dampflokomotivtriebwerk sah man nach dem Vorbild von zur selben Zeit entworfenen elektrischen Lokomotiven im Einzelachsantrieb mit schnelllaufenden Dampfmotoren. Bereits seit 1933 forschte man in Deutschland u. a. bei Borsig an dampfmotorischen Gruppen- oder Einzelachsantrieben.
1938 entwarf bei Henschel & Sohn in Kassel das technische Studienbüro TB4 unter Federführung von Richard Roosen (1901–1980) und Ulrich Barske eine stromlinienverkleidete Dampfmotorlokomotive mit Einzelachsantrieb und der Achsfolge 1’Do1’. Die Deutsche Reichsbahn überzeugten die vorgelegten Entwürfe und Henschel wurde mit dem Bau eines Versuchsexemplars beauftragt. Als Fertigstellungstermin war der 40. Geburtstag von Firmeninhaber Oscar Robert Henschel (1899–1982) am 1. September 1939 vorgesehen. Die Lokomotive wurde entsprechend ihrer Achsfolge und dem Nummernplan von 1925 als 19 1001 eingeordnet.
Durch die Verwendung von Teilen aus der laufenden Produktion der Einheitslokomotiven war das Projekt 19 1001 im September 1939 schon sehr weit fortgeschritten. Die mangelnde Erfahrung beim Einsatz von Dampfmotoren als Antriebsmaschinen für Lokomotiven verzögerte jedoch die endgültige Fertigstellung. Erst am 7. August 1940 legte die Lokomotive auf dem Gelände von Henschel in Kassel die ersten Meter aus eigener Kraft zurück. Zwei Tage später verließ die Lokomotive, zunächst mit nur einem Dampfmotor ausgestattet, das Werksgelände. Es folgte eine Probefahrt auf der Strecke nach Hann. Münden. Die Lokomotive wurde bei zufriedenstellenden Laufeigenschaften mit Geschwindigkeiten bis zu 80 km/h gefahren. Die Erkenntnisse aus dieser Probefahrt verwertete man bei der weiteren Fertigstellung des Dampfmotorantriebs. Ab November 1940 erfolgten dann Versuchs- und Indizierfahrten mit allen vier Dampfmotoren. Dabei wurde erstmals eine neue Messmethode zur Leistungseinstellung der Dampfmaschinen angewandt, das elektronische Indizieren mit einem Kathodenstrahl-Oszillographen.
Mit einer feierlichen Zeremonie wurde die Maschine am 13. Juni 1941 bei Henschel präsentiert und der Deutschen Reichsbahn übergeben. Am 8. Juli 1941 gelangte die 19 1001 nach Erledigung von Restarbeiten bei Henschel zum Lokomotiv-Versuchsamt (LVA) Berlin-Grunewald.

## Erprobung beim Lokomotiv-Versuchsamt und Einsätze bis 1942
Nach ersten Testfahrten traten einige Schäden an den Motoren auf, die aber durch Henschel umgehend behoben werden konnten. Von Mai bis Oktober 1942 führte man insgesamt 50 Messfahrten durch, um ein Leistungsdiagramm zu erstellen. Hierbei wurde beispielsweise hinsichtlich der Leistung und des Kohlenverbrauchs die optimale Geschwindigkeit ermittelt, die bei 80 km/h lag (vgl. Baureihe 05 mit 60 km/h).
Fast alle Versuchsfahrten der Lokomotive lagen in einem Geschwindigkeitsbereich zwischen 60  und 100 km/h. Nur bei wenigen Erprobungsfahrten im Rahmen von Bremsversuchen fuhr man mit der Lok über 180 km/h, dabei wurde einmal kurzzeitig eine Höchstgeschwindigkeit von 186 km/h erreicht. Richtige Hochgeschwindigkeitsfahrversuche sind mit der Maschine aber nie unternommen worden.
Bei den Versuchsfahrten ergab sich ein zu hoher Dampfverbrauch. Zusätzlich bereitete das Anfahren erhebliche Schwierigkeiten. Man stellte fest, dass die Kolbenringe zu fest in den Nuten saßen, wodurch ihre Dichtwirkung nicht gegeben war. Nachdem sie mit 0,2 mm Spiel eingepasst worden waren, fuhr die Maschine normal an. Der Dampfverbrauch ging um 12 % zurück.
Bei einer Fahrgeschwindigkeit von 175 km/h betrug die Motor- und Achswellendrehzahl rund 750 Umdrehungen pro Minute. Hierbei ist zu beachten, dass der Treibraddurchmesser von 1250 Millimetern deutlich unter dem von langsamen Güterzug- oder Nebenbahn-Lokomotiven lag, für die damals 1400 Millimeter typisch waren. Aufgrund der nicht vorhandenen hin- und hergehenden Massen im Triebwerk war die Laufruhe der Lokomotive aber ganz ausgezeichnet, so dass es eines größeren Treibraddurchmessers auch gar nicht bedurfte.
Die außergewöhnliche Laufruhe war eine Bestätigung dafür, dass sich das Antriebskonzept „Einzelachsantrieb“ durch Dampfmotor bestens für den Schnellverkehr eignete. Das Konzept hatte allerdings einen Nachteil. Beim Anfahren war ab einer aufzubringenden Zugkraft von etwa zehn Tonnen eine gewisse Schleuderneigung der ungekuppelten Treibradsätze festzustellen.
Ab 1942 hatte die Lokomotive vermehrt schwere Züge zu bewältigen, für die sie nicht konzipiert worden war. Am 9. Juli 1942 blieb die Maschine bei einer Betriebsmessfahrt vor einem 661 Tonnen schweren Schnellzug von Frankfurt nach Erfurt auf der Steigung vor dem Distelrasen-Tunnel liegen.

### Weitere Einsätze bis 1945
Im Frühling des Jahres 1943 wurden weitere Testfahrten durchgeführt, danach wurde die Maschine dem Bahnbetriebswerk Hamburg-Altona übergeben.
Im Plandiensteinsatz beförderte die Lok Zuglasten von bis zu 650 Tonnen. Sie wurde vor Zügen nach Berlin und Osnabrück eingesetzt. Anfang November 1943 erlitt die Lokomotive große Schäden an einer Gelenkkupplung. Die Reparatur konnte wegen Ersatzteilmangels erst im September 1944 abgeschlossen werden. Zwei Tage später wurde die Maschine wegen eines undichten Kolbens in Hamburg abgestellt, wo sie im Oktober durch einen Bombenangriff beschädigt wurde.

## Verbleib
Bei Kriegsende verblieb die Lokomotive in der Nähe von Göttingen und wurde auf Befehl der amerikanischen Besatzungsmacht zwecks Reparatur der vorhandenen Schäden zum Hersteller überführt. Nach Abschluss der Arbeiten erfolgte eine kurze Probefahrt zwischen Kassel und Wabern. Die US-Army war sich der Besonderheit der Lokomotive mit ihrer innovativen Technik bewusst, verschiffte die 19 1001 in die USA und stellte sie neben der ebenfalls dorthin überführten Kondensationslokomotive 52 2006 der Baureihe 52 ab März 1946 in Fort Monroe in Virginia aus.
In den USA wurde die Maschine auf mehreren Ausstellungen gezeigt, gelangte allerdings nie in den Zugdienst. 1951 stand sie mit abgebauter Stromlinienverkleidung in Fort Eustis, Virginia.
1952 bot man der Deutschen Bundesbahn an, die Lokomotive zurückzukaufen. Da allerdings bei dieser für Schnellfahrlokomotiven kein Bedarf vorhanden war, lehnte man das Angebot ab. Die Lokomotive wäre zudem als Einzelstück ein in der Unterhaltung sehr kostenintensiver Prototyp gewesen. Die Maschine wurde deshalb vor Ort verschrottet, das Henschel-Fabrikschild mit der Fabriknummer 25000 blieb im Familienbesitz der Familie Roosen erhalten.

## Fahrbericht
In einem Fahrtbericht von einem Einsatz der Lokomotive im Juni 1943 in Hamburg (vor dem D 7 nach Berlin) wird über die besondere Feuerungstechnik, Wartung und Aussprache der Lok aus der Perspektive des Personals berichtet.

## Konstruktive Merkmale

### Rahmen und Laufwerk
Die Lokomotive war mit einem Barrenrahmen nach den Prinzipien der Einheitslokomotiven mit 70 Millimetern Wangenstärke, im Bereich des hinteren Laufgestells 40 Millimeter, ausgerüstet. Im Vergleich zu Lokomotiven mit klassischem Triebwerk konnte er wegen der nicht auftretenden Kolbenkräfte leichter ausgeführt werden. 
Der vordere Lauf- und der erste Treibradsatz bildeten ein Krauss-Helmholtz-Lenkgestell. Der Laufradsatz war nach beiden Seiten um je 95 Millimeter seitenverschiebbar, der erste Treibradsatz um ±8 Millimeter. Die weiteren drei Treibradsätze waren fest im Rahmen gelagert, der dritte erhielt 15 Millimeter Spurkranzschwächung. Die als Bisselachse ausgeführte Schleppachse hatte ±65 Millimeter Seitenspiel. Die Tragfedern der vorderen Lauf- und der ersten beiden Treibachsen sowie der beiden hinteren Treibachsen und der Schleppachse waren mit Ausgleichshebeln verbunden. Die Lokomotive stützte sich damit in vier Punkten auf dem Laufwerk ab. Sämtliche Achslager waren Pendelrollenlager.
Die als Schnellfahrlokomotive konzipierte Maschine erhielt eine Stromlinienverkleidung, die vergleichbar mit den Lokomotiven der Reihen 01.10 und 03.10 im Bereich der Treibradsätze für einen besseren Wartungszugang bis über die Achsmitten zurückgeschnitten war.

### Kessel
Der Kessel wurde weitgehend von der Baureihe 44 übernommen und war in seinen Abmessungen mit diesem identisch. Er bestand hauptsächlich aus Molybdänstahl St 47K. Bei Lokomotiven anderen Baureihen mit Kesseln aus St 47K und einem Betriebsdruck von 20 atü wie der Baureihe 41 stellte man nach kurzer Zeit Schäden an den Kesseln fest, weshalb man den zulässigen Kesseldruck auf 16 atü reduzierte. Bei der 19 1001 blieb es bei einem Kesseldruck von 20 atü, da man den Kessel, bedingt durch die Versuche, häufiger bei Untersuchungen kontrollieren konnte.

### Triebwerk
Die Treibachsen waren, wie bereits erwähnt, untereinander nicht gekuppelt. Jeder Treibradsatz verfügte über einen einseitig außerhalb der Radebene angeordneten Dampfmotor mit zwei doppeltwirkenden Zylindern in V-Form in 90°-Anordnung. Zur gleichmäßigen Masseverteilung waren die Motoren an den Treibradsätzen 1 und 3 auf der linken sowie bei den Treibradsätzen 2 und 4 auf der rechten Seite angeordnet. Die Motoren gehörten zum gefederten Fahrzeugteil und trieben zum Ausgleich der Bewegungen zwischen Treibradsatz und den abgefederten Lokteilen über Siemens-Pawelka-Gelenkkupplungen die Treibradsätze an.
Die kreuzkopfgeführten Pleuelstangen der Kolben trieben über eine im Motorgehäuse gelagerte Kurbelwelle die Treibradsatzwellen über die besagten Gelenkkupplungen an. Die Dampfzufuhr zu den Zylindern erfolgte über gewöhnliche, über ein Verstellexzenter gesteuerte Kolbenschieber mit innerer Einströmung.
Die Dampfmotoren waren öldicht gekapselt, die Schmierung der Dampfmaschinen in diesen erfolgte über eine Zahnraddruckpumpe, der unter Dampf gehenden Kolben- und Schieberlaufflächen über eine Bosch-Pumpe und im Übrigen (Triebwerk und Steuerung) über Schleuderschmierung. Sämtliche Lager in den Motoren waren mit Ausnahme der Treibstangenlager an den Kreuzkopfbolzen Wälzlager. Die Kreuzkopfbolzen der Maschine B erhielten versuchsweise Nadellager.

### Tender
Die Lokomotive war mit einem Schlepptender der Bauart 2’3 T38 St gekuppelt. Im Gegensatz zu Tendern der Baureihe 01.10 gleicher Bauart wurde erwogen, den Kohlevorrat auf zwölf Tonnen zu erhöhen. Hiermit sollte zum Beispiel ein Einsatz vor Zügen zwischen Köln und Berlin ohne zwischenzeitliches Ergänzen des Brennstoffvorrates möglich werden. Ausgeliefert wurde die Maschine dann mit einem Tender, der 12,5 Tonnen Kohle und 37,25 Kubikmeter Wasser fassen konnte. Die Leermasse betrug 34 Tonnen.